# Rastodentidae
Rastodentidae is een familie van weekdieren uit de klasse van de Gastropoda (slakken).

## Geslachten
- Rastodens Ponder, 1966
- Tridentifera Ponder, 1966